# Actinote anteas
Actinote anteas är en fjärilsart som beskrevs av Doubleday 1847. Actinote anteas ingår i släktet Actinote och familjen praktfjärilar. Inga underarter finns listade i Catalogue of Life.